# Пульсано
Пульсано (итал. Pulsano) — коммуна в Италии, располагается в регионе Апулия, в провинции Таранто.
Население составляет 10 549 человек (2008 г.), плотность населения составляет 560 чел./км². Занимает площадь 18 км². Почтовый индекс — 74026. Телефонный код — 099.
Покровителями коммуны почитаются святой Трифон и Пресвятая Богородица (Madonna dei Martiri, si festeggia anche la Madonna di Lourdes), празднование 11 февраля, 7  и 8 сентября.

## Демография
Динамика населения:

## Администрация коммуны
- Официальный сайт: http://www.comune.pulsano.ta.it/